# José Manuel Olivares
Pour les articles homonymes, voir Olivares.
José Manuel Olivares, né le 19 août 1985 à Maiquetía (Venezuela), est un homme politique vénézuélien. En 2015, il est élu député à l'Assemblée nationale, siégeant dans l'opposition au régime de Nicolás Maduro.

## Biographie
Médecin de profession, il s'engage en politique dans les années 2000, contre la fermeture de la télévision privée RCTV par le président Hugo Chávez.
Il est élu député en 2015. Pendant les manifestations de l'été 2017 contre la pénurie de médicaments et de nourriture, il subit un traumatisme crânien et douze points de suture. Il réclame notamment le rétablissement de l'Assemblée nationale, remplacée par une Assemblée constituante. Il est ensuite menacé par téléphone par le général González López, directeur de la SEBIN, la police politique du Venezuela : « J'ai un ordre d'arrêt pour ta femme et toi. Soit tu arrêtes tes activités politiques, soit on vient te chercher ». Sa maison est saccagée. Sa femme et son fils s'exilent alors en Colombie.